# Anthony Grafton
Anthony Grafton (de vegades Anthony T. Grafton), nascut el 21, és un historiador americà, professor a la Universitat de Princeton, càtedra Henry Putman. És membre corresponent de la British Academy i laureat del prix Balzan.

## Formació
Es llicencià en història a Universitat de Chicago el 1972. Havent seguit els ensenyaments d'Arnaldo Momigliano al University College de Londres entre 1973 i 1974, obtingué el seu doctorat a la Universitat de Chicago el 1975. Els lligams que establí durant la seva estança a Londres amb la Universitat de Londres i el Warburg Institute continuen vigents.

## Carrera acadèmica
- professor a la Cornell University, departament d'història.
- professor des de 1975 a la Universitat de Princeton.
- Coeditor, des de 2007, del Journal of the History of Ideas.

## Obra
Grafton és un gran especialista en història de la tradició clàssica des del Renaixement fins al segle xviii. Els seus llibres estan dedicats principalment al món de l'erudició i de l'ensenyament i a la plasmació impresa dels textos des de l'humanisme fins a la Ilustració.

## Homenatges
- Premi Balzan en Història de les humanitats, 2002
- Doctor honoris causa per la Universitat de Leiden, 2006[2]

## Publicacions
- Joseph Scaliger: A Study in the History of Classical Scholarship, Oxford-Warburg Studies (Oxford: Oxford University Press, 1983-1993).
- amb Lisa Jardine, From Humanism to the Humanities. Education and the Liberal Arts in Fifteenth- and Sixteenth-Century Europe (London: Duckworth, 1986).
- Forgers and Critics. Creativity and Duplicity in Western Scholarship (Princeton: Princeton University Press, 1990).
- Defenders of the Text: The Traditions of Scholarship in the Age of Science, 1450-1800 (Cambridge, MA: Harvard University Press, 1991).
- Commerce with the Classics: Ancient Books and Renaissance Readers (Ann Arbor: University of Michigan Press, 1997).
- The Footnote: A Curious History (Cambridge, MA: Harvard University Press, 1997).
- Cardano's Cosmos : The Worlds and Works of a Renaissance Astrologer (Cambridge, MA: Harvard University Press, 1999).
- Leon Battista Alberti: Master Builder of the Italian Renaissance (Cambridge, MA: Harvard University Press, 2000).
- Bring Out Your Dead: The Past as Revelation (Cambridge, MA: Harvard University Press, 2001).
- What Was History?: The Art of History in Early Modern Europe (Cambridge: Cambridge University Press, 2006).
- avec Megan Hale Williams, Christianity and the Transformation of the Book: Origen, Eusebius, and the Library of Caesarea (Cambridge, MA: Harvard University Press, 2006).
- Codex in Crisis (Nova York: The Crumpled Press, 2008). Video: Anthony Grafton: Codex in Crisis
- Worlds Made by Words (Cambridge, MA: Harvard University Press, 2009).
- La page de l'Antiquité à l'ère du numérique : histoire, usages, esthétiques (Paris : Hazan, 2012 ; collection : Essais ; thématique : La chaire du Louvre).

### Assaig
- Anthony Grafton à The New York Review of Books